# Мандари
Манда́ри (андіяни, індонез. Suku Mandar) — народ в Індонезії, на заході острова Сулавесі.

## Розселення і чисельність
Живуть переважно в провінції Західне Сулавесі, округи Полевалі-Мандар (індонез. Kabupaten Polewali Mandar), Маджене (індонез. Kabupaten Majene), Мамуджу (індонез. Kabupaten Mamuju), прибережна зона між містами Пасангкаю та Симаджо в окрузі Пасангкаю (індонез. Kabupaten Pasangkayu, крім того, в окрузі Пангкаджене та острови (індонез. Kabupaten Pangkajene dan Kepulauan) і на островах Паббіринг поблизу міста Макасар в провінції Південне Сулавесі. Регіон розселення мандарів розташований поблизу морського узбережжя й оточений горами.
Чисельність мандарів на території провінції Західне Сулавесі 2010 року становила 525 762 особи (45,42 % її населення), це найбільша етнічна група цієї провінції.

## Мова
Говорять мандарською мовою, що належить до південно-сулавесійської групи західної гілки малайсько-полінезійських мов. Включає п'ять діалектів: маджене, баланіпа (напо-тінамбунг), малунда, памбоанг, сендана (чендана, ченрана). Зазнала впливу з боку сусідніх бугійської, макасарської та тораджа-саданської мов. Існує писемність на основі латинської абетки.
Поширені також бугійська та індонезійська мови.

## Релігія
За релігією мандари — мусульмани-суніти. Разом із тим у повсякденному житті все ще зберігаються пережитки традиційних анімістичних вірувань. Вони все ще вірять в силу невидимих духів, які населяють священні місця. Люди часто звертаються до послуг дукуна (шамана, цілителя, спеціаліста із спілкування з духами) з метою зцілення хворих і вигнання злих духів.

## Історія
Етногенез мандарів відбувався під впливом бугів та макасарів. У XV—XVI ст мандари перебували в залежності від бугійських князівств. У них утворилася власна конфедерація семи прибережних князівств Піту Бабана Бінанга, яка поширила свою владу також на сусідні гірські райони, де проживали південні тораджі.
У кінці XVII ст. землі мандарів увійшли до складу голландських володінь у Південно-Східній Азії. З 1949 року мандари перебувають у складі Індонезії.

## Господарство
Основні заняття мандарів — землеробство та рибальство.
Вирощують рис, саго, кокосову пальму, каву, какао, тютюн. У районі Полмас поширені зрошувані рисові поля, в решті районів культивують суходільний рис методами традиційного ручного землеробства. Розвинені садівництво, лісові промисли.
Мандари вважаються кращими мореплавцями Сулавесі, вони обслуговують каботажні перевезення. Місцеві рибалки постачають рибу в сушеному, соленому та ферментованому вигляді за межі району.

## Суспільство
У минулому мандарське суспільство поділялося на 3 основні соціальні верстви: шляхетні (тодіанг-лаїяна), середній клас (простолюдини, тау-марадика) та раби (батуа). Серед шляхетних виділялися члени князівської родини (даенг) та звичайна шляхта (пуанг). Тепер такого поділу не існує, але представники колишньої шляхти займають ключові позиції в місцевих органах державної влади.